# Distrikt Napo
Der Distrikt Napo liegt in der Provinz Maynas in der Region Loreto in Nordost-Peru. Der Distrikt wurde am 2. Juli 1943 gegründet. Er hat eine Fläche von 24.161 km². Beim Zensus 2017 lebten 16.766 Einwohner im Distrikt. Im Jahr 1993 lag die Einwohnerzahl bei 12.110, im Jahr 2007 bei 14.882. Verwaltungssitz ist die 100 m hoch am rechten Flussufer des Río Napo gelegene Kleinstadt Santa Clotilde mit 4011 Einwohnern (Stand 2017). Santa Clotilde befindet sich 145 km nordnordwestlich der Provinz- und Regionshauptstadt Iquitos.

## Geographische Lage
Der Distrikt Napo liegt im peruanischen Amazonasgebiet im zentralen Norden der Provinz Maynas. Der Río Napo durchquert den Distrikt in südöstlicher Richtung. Der Distrikt umfasst die Einzugsgebiete von Río Tacsha Curaray, Río Curaray und Río Tamboryacu.
Der Distrikt Napo grenzt im Südosten und im Süden an den Distrikt Mazán, im Südwesten an die Distrikte Alto Nanay und Tigre, im Westen an Ecuador, im Nordwesten an den Distrikt Torres Causana, im Norden an den Distrikt Rosa Panduro sowie im Nordosten an den Distrikt Putumayo.